# Charles Seeger
Charles Louis Seeger Jr. (Ciudad de México, 14 de diciembre de 1886-Bridgewater, 7 de febrero de 1979) fue un musicólogo, compositor, profesor y folclorista estadounidense. Fue el padre de los cantantes folk estadounidenses Pete Seeger (1919-2014), Peggy Seeger (n. 1935) y Mike Seeger (1933-2009); y hermano del poeta Alan Seeger (1888-1916) y de la autora y educadora infantil Elizabeth Seeger (1889-1973).

## Biografía

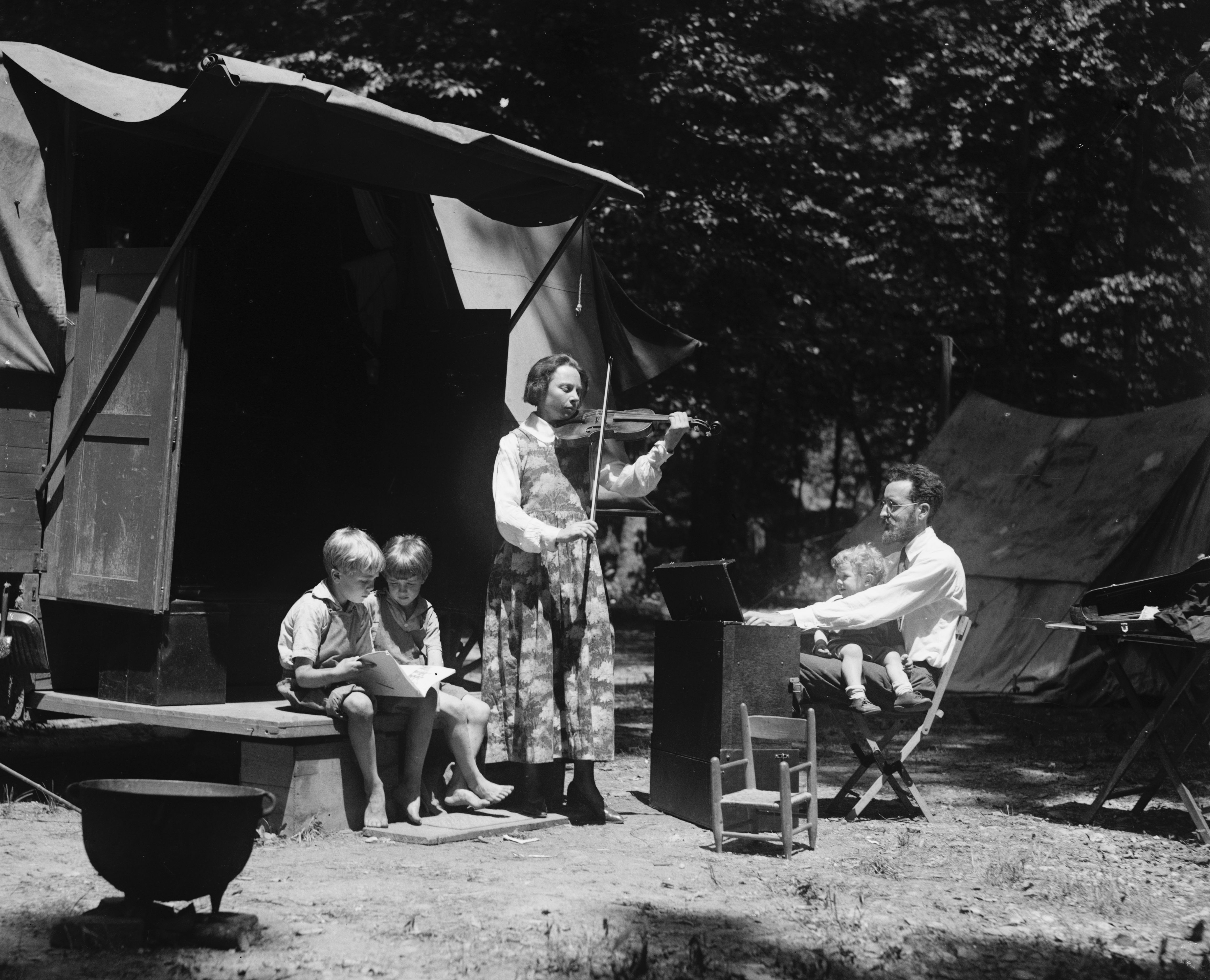
Charles Seeger, su primera esposa, Constance, y sus tres hijos en un viaje de campamento (23 de mayo de 1921).

Seeger nació en la Ciudad de México, hijo de los estadounidenses Elsie Simmons (de soltera Adams) y Charles Louis Seeger. Durante la década de 1890, la familia vivió en Staten Island. Seeger se graduó en Harvard College en 1908, luego estudió en Colonia, Alemania y dirigió la Ópera de Colonia. Al descubrir una discapacidad auditiva, abandonó Europa para ocupar un puesto como profesor de música en la Universidad de California en Berkeley, donde enseñó de 1912 a 1916 antes de ser despedido por su oposición pública a la entrada de Estados Unidos en la Primera Guerra Mundial. Su hermano Alan Seeger murió en combate el 4 de julio de 1916, mientras servía como miembro de la Legión Extranjera Francesa. Charles Seeger luego enseñó en la Escuela Juilliard (originalmente el Instituto de Arte Musical) de Nueva York de 1921 a 1933 y en la Nueva Escuela de Investigación Social de 1931 a 1935.
Entre los muchos intereses específicos de Seeger se encontraba la escritura musical prescriptiva y descriptiva y la determinación de la definición de lo que se entiende por estilo de canto.
Junto con el compositor Henry Cowell y los etnomusicólogos George Herzog, Helen Heffron Roberts y Dorothy Lawton de la Biblioteca Pública de Nueva York fue miembro fundador de la Sociedad Estadounidense de Musicología Comparada en 1933, la organización matriz de la Biblioteca Estadounidense de Musicología (ALM). Seeger imaginó la efímera ALM como una editorial de recursos relacionados con la música, pero dejó de existir en 1936.
En 1936, estaba en Washington D. C., trabajando como asesor técnico de la Unidad de Música de la División de Habilidades Especiales de la Administración de Reasentamiento (más tarde rebautizada como Administración de Seguridad Agraria). De 1957 a 1961 enseñó en la Universidad de California en Los Ángeles. De 1961 a 1971 fue profesor investigador en el Instituto de Etnomusicología de la UCLA. Entre 1949 y 1950 fue profesor invitado de Teoría de la Música en la Escuela de Música de la Universidad de Yale. De 1935 a 1953 ocupó cargos en la Administración de Reasentamiento, la Administración de Proyectos de Obras (WPA) y la Unión Panamericana del gobierno federal, incluido el de administrador del Proyecto Federal de Música de la WPA, para el cual también trabajó su esposa, de 1938 a 1940.
Falleció el 7 de febrero de 1979 en Bridgewater, Connecticut. Fue enterrado en el cementerio de Springfield en Springfield, Massachusetts, junto con su segunda esposa.

### Familia
Su primera esposa fue Constance de Clyver Edson, violinista clásica y profesora; se divorciaron en 1927. Tuvieron tres hijos, Charles III (1912-2002), astrónomo, John (1914-2010), educador, y Pete (1919-2014), un cantante de folk.
Su segunda esposa fue la compositora y músico Ruth Crawford Seeger (de soltera Ruth Porter Crawford). Con ella tuvo cuatro hijos: Mike (1933-2009), Peggy (n. 1935), Barbara y Penny (1943-1993). Su nieto, Anthony Seeger (n. 1945), es antropólogo y profesor de etnomusicología en la Universidad de California en Los Ángeles.

## Contribuciones
Es conocido, entre otros motivos, por su formulación del contrapunto disonante. Según el etnomusicólogo Bruno Nettl, "Seeger jugó un papel único y central al vincular la musicología con otras disciplinas y dominios de la cultura. Esta colección lo muestra como un verdadero 'hombre musical para todas las estaciones', ya que lo que más se destaca es la multiplicidad del hombre".

## Otras lecturas
- Pescatello, Ann M., "Charles (Louis) Seeger", Diccionario Grove de música y músicos, ed. L. Macy (consultado el 12 de diciembre de 2006).
- Pescatello, Ann M., Charles Seeger: una vida en la música estadounidense, University of Pittsburgh Press, 1992.
- Seeger, Charles, Estudios de musicología, 1935-1975, Berkeley : Prensa de la Universidad de California, 1977. ISBN 0-520-02000-6.
- Sharif, Malik, Discurso sobre música. Metamusicología de Charles Seeger . Viena: Hollitzer, 2019, ISBN 978-3-99012-559-5.